# Ikaïta
La ikaïta és un mineral de la classe dels carbonats. Rep el seu nom del fiord Ikka, a Groenlàndia, on es formen columnes d'aquest mineral que, de vegades, s'apleguen fins als 20 metres d'alçada.

## Característiques
Per la seva composició química, CaCO₃(H₂O)₆, normalment es defineix com una pseudocalcita o aragonita, però la ikaïta cristal·litza a unes temperatures massa fredes per a les dues anteriors. De fet, la ikaïta posada en aigües a una temperatura major de 8 °C es descompon en calcita i aigua. Cristal·litza en el sistema monoclínic, formant prismes gairebé quadrats. El seu hàbit inclou també la forma piramidal i la sigmoïdal (prismes quadrats coberts amb piràmides oposadament inclinades). També se'n troba de forma massiva o tubular.
Segons la classificació de Nickel-Strunz, la ikaïta pertany a «05.CB - Carbonats sense anions addicionals, amb H₂O, amb cations grans (carbonats alcalins i alcalinoterris)» juntament amb els següents minerals: termonatrita, natró, trona, monohidrocalcita, pirssonita, gaylussita, calconatronita, baylissita i tuliokita.
El mineral pseudomorf resultant de calcita després d'ikaïta es diu glendonita, coneguda al Japó com a gennoishi.

## Formació
La ikaïta és un carbonat de calci que es pot formar a les fredes aigües marines dels fiords. Es forma en l'aigua del mar i aigües lacustres, en ambients marins glacials i periglacials anaeròbics rics en matèria orgànica, prop dels 0 °C.